# Mörttjärnen (Överkalix socken, Norrbotten)
Mörttjärnen är en sjö i Överkalix kommun i Norrbotten och ingår i Kalixälvens huvudavrinningsområde.